# 覚和歌子
覚 和歌子（かく わかこ、1961年9月1日 - ）は、日本の作詞家、詩人、シンガーソングライター。夫は落語家の入船亭扇辰。覚和歌子名義となる前には蓮田ひろか名義でも作詞家として多数の詩を提供していた。

## 略歴
山梨県山梨市に生まれ、中学生の頃より千葉県松戸市で育つ。小学校3年から高校まで合唱部に所属する。千葉県立東葛飾高等学校を経て、早稲田大学第一文学部を卒業。大学ではミュージカル研究会に所属し主に作曲を担当する。
1985年、前衛ロックバンド「ショコラータ」に作詞提供してデビュー。その後、沢田研二、ムーンライダーズ、FAIRCHILD、オルケスタ・デル・ソル、平原綾香、SMAP、夏川りみ、クミコ、新垣勉などに作詞提供。
1992年以後、自作詩の朗読ステージを国内外で精力的に展開。「朗読するための物語詩」という独自の分野を開拓し、評価を受ける。
2001年 『千と千尋の神隠し』主題歌「いつも何度でも」が第43回日本レコード大賞金賞、第25回日本アカデミー賞協会特別賞（主題歌賞）。
2008年公開の『崖の上のポニョ』ではオープニング主題歌「海のおかあさん」を宮崎駿監督と共作。
著作に、第一物語詩作品集『ゼロになるからだ』（徳間書店）、最新詩集『海のような大人になる』（理論社）、エッセイ、翻訳絵本など多数。
2004年 ソロアルバム『青空1号』をソニー・ミュージックダイレクトよりリリース。
2008年 5月公開の写真映画『ヤーチャイカ』では、原作・脚本・監督（共同監督・谷川俊太郎）。
2009年 ル・テアトル銀座での『届かなかったラブレター』（クミコ、井上芳雄・主演）の舞台演出。
2010年 2枚目のアルバム『カルミン』をValbよりリリース。
2012年 震災ドキュメンタリー映画『きょうを守る』（菅野結花監督）の主題歌、シングルCD『ほしぞらとてのひらと』をValbよりリリース。
2013年より 米国バーモント州ミドルベリー大学日本語学校(夏季)にて教鞭をとる。
2014年 アルバム「ベジタル」をValbよりリリース。
2017年 アルバム「cidre」をモモランチよりリリース。
2020年1月 カリフォルニア大学サンディエゴ校にてワークショップ。
しずおか連詩（2010年、2012年、2014年、2015年、2017年、2019年）、くまもと連詩（2010年）、六本木連詩（2014年）参加。

## 著書
- ゼロになるからだ 詩集 （徳間書店スタジオジブリ事業本部 2002年）
- 薬罐 yah-can この世の始まりをめぐって （冨山房インターナショナル 2003年）
- 青天白日 （晶文社 2004年）
- 海のような大人になる 詩集 （理論社 2007年）
- ねえ （谷川俊太郎共著 絵本 フレーベル館 2008年）
- 星つむぎの歌 （CD絵本 響文社 2009年）
- 中学生で出会っておきたい71の言葉 （2012年）
- 高校生で出会っておきたい73の言葉 （2012年）
- ハナさんの赤い指輪 （2013年） [私家版]
- 小学生で出会っておきたい55の言葉
- ポエタロ オラクルカード （地湧社　2015年）
- はじまりはひとつのことば 詩集 （港の人 2015年）
- 2馬力 （谷川俊太郎共著 詩集 ナナロク社 2017年）
- 覚和歌子詩集（ハルキ文庫　2023年）
- かっぱ語録（谷川俊太郎共著　角川春樹事務所　2024年）

## 翻訳
- ねんどぼうや （ミラ・ギンズバーグ 徳間書店 2003年） 2003年度山ねこ文学賞大賞
- しあわせのちいさなたまご （ルース・クラウス あすなろ書房 2005年）
- ねどこどこかな? （ジュディ・ヒンドレイ 谷川俊太郎共訳 小学館 2006年）
- ハグタイム （パトリック・マクドネル あすなろ書房 2008年）

## 作詞（一部）
- 新垣勉
  - 「うたになりたい」
  - 「今日しか知らない」
- 稲垣吾郎
  - 「September Rain」
- 上野洋子
  - 「水」
  - 「パラフィン」
  - 「ロミオ」
  - 「野苺」
- エスコルタ
  - 「ブルーマーブル」
  - 「ひとつの空」
- 岡本知高
  - 「花のように」
- KAN
  - 「ALL I KNOW ～僕にわかることは～」（蓮田ひろか名義）
- 木村弓
  - 「いつも何度でも」
  - 「いのちの名前」
  - 「水の三拍子」
  - 「流星」
  - 「翼」
- クミコ
  - 「わが麗しき恋物語」（日本語詞）
  - 「わたしは青空」
  - 「さよならを私から」
  - 「人生のメリーゴーランド」
  - 「届かなかったラヴレター」
- 小泉今日子
  - 「ケチャップつけた安全剃刀」（蓮田ひろか名義）
- ZABADAK
  - 「Around The Secret」
  - 「星狩り」
  - 「鞦韆（ぶらんこ）」
- 高井麻巳子
  - 「汚れなき悪戯」（蓮田ひろか名義）
- 高橋良明
  - 「もうちょっとでヒーロー」（蓮田ひろか名義）
- つみきみほ
  - 「エンジェルの苺わいん」（蓮田ひろか名義）
  - 「おまじない」（蓮田ひろか名義）
  - 「楽園」（蓮田ひろか名義）
- 中山美穂
  - 「白いはがき」（細田博子名義）
  - 「Time Up」（蓮田ひろか名義）
  - 「真夏はNonfiction」（蓮田ひろか名義）
  - 「わがまま」（細田博子名義）
- 沢田研二
  - 「A SAINT IN THE NIGHT」（アルバム。収録全曲の訳詞）
  - 「Beautiful World」（アルバム。収録全曲の作詞）
  - 「sur←」（アルバム。収録曲中4曲の作詞）
  - 「愛まで待てない」（アルバム。収録曲中4曲の作詞）
  - 「サーモスタットな夏」（アルバム。収録曲中5曲の作詞）
  - 「第六感」（アルバム。収録曲中4曲の作詞）
  - 「いい風よ吹け」（アルバム。収録曲中4曲の作詞）
  - 「耒タルベキ素敵」（アルバム。収録曲中7曲の作詞）
  - 「新しい想い出 2001」（アルバム。収録曲中4曲の作詞）
  - 「忘却の天才」（アルバム。収録曲中2曲の作詞）
  - 「CROQUEMADAME & HOTCAKES」（アルバム。収録曲中4曲の作詞）
  - 「永遠系」
- ショコラータ（かの香織）
  - 「猫じかけ」（細田博子名義）
  - 「tiss tiss」（同上）
- 少年隊
  - 「HEAVEN」
- 野田幹子
  - 「かたっぽレビュー」
- 平原綾香
  - 「今・ここ・私」
  - 「星つむぎの歌」
- FAIRCHILD
  - 「鳥になんかなれない」
- 渡辺美奈代
  - 「Winter スプリング、Summer フォール」
  - 「恋なんて」
  - 「ラストダンスはあなたに」（蓮田ひろか名義）
- 渡部陽一
  - 「小さな星〜イスラマバードの友人の言ったこと」
  - 「問いかけ」
  - 「海へ」
  - 「明日の方角」

### クラシック音楽
- 女声合唱とピアノのためのグリーグ歌曲集「ソルヴェイグの歌」- 谷川俊太郎との共同作詞。
寺嶋陸也編曲。覚が担当したのは「君を愛す」「さくら草」「子守唄」「ソルヴェイグの歌」。
- 「ここからいちばんとおいところ」「夢の太陽」- 第76回NHK全国学校音楽コンクール小学校の部課題曲。
- 合唱組曲「母なるものへ」- 早稲田大学グリークラブのための委嘱書き下ろし。
- 合唱組曲「こころに地図をひらいたら」作曲・信長貴富（委嘱）
- 合唱組曲「めざめる羽 はばたく四季」作曲・谷川賢作（委嘱）
- 合唱組曲「童声合唱とピアノのための『リフレイン』」作曲・信長貴富
- 合唱曲集「覚 和歌子の詩による混声合唱曲集『等圧線』」作曲・信長貴富
- 合唱曲集「混声合唱とピアノのための『たましいのスケジュール』」作曲・横山潤子
- 合唱曲集「祈りの果実」作曲・信長貴富（委嘱）
- 合唱曲集「うたはいつもそこにいて」作曲・谷川賢作 音楽之友社 同タイトルCDリリース
- 合唱曲集「ここに海があって」作曲・横山潤子
- 校歌「太陽の旅路」甲斐清和高等学校（山梨県甲府市）
- 校歌 栃木県立佐野東高等学校（栃木県佐野市）
- 校歌 陸前高田市立高田東中学校（岩手県陸前高田市）
- 園歌 大船渡保育園「さかみちをのぼって」（岩手県大船渡市）
- 校歌 静岡県立清流館高等学校（静岡県焼津市）
- 校歌 身延町立身延清稜小学校（山梨県身延町）
- 校歌 身延町立下山小学校（山梨県身延町）
- 市民歌 山梨市
- 校歌 東京都中野区立中野東中学校
- 校歌 身延町立身延小学校（山梨県身延町）
- 園歌 明和幼稚園（千葉県松戸市）
- 町の歌「おかえりなさい 少年たちよ」（山梨県身延町）
- 校歌「翼」（香港 Duunokid）

## 本人自唱アルバム
- 青空1号 （sony GT music 2004年）
- カルミン （valb 2010年）
- ベジタル （valb/momo-launch  2014年）
- シードル （momo-launch 2017年）